# Régiment de Charost cavalerie
Das Régiment de Charost cavalerie war ein Regiment der schweren Kavallerie, aufgestellt im Königreich Frankreich während des Ancien Régime.

## Formationsgeschichte
- 1667: Aufstellung des Régiment de Valavoire cavalerie durch François Auguste, Marquis de Valvoire
- 15. März 1672: Übergabe an Henri de Noaillac, Marquis de Vivans und umbenennung in: Régiment de Vivans cavalerie
- 20. März 1689: Übergabe an dessen Sohn, Jean de Noaillac, Comte de Vivans
- 6. Januar 1703: Verkauf an Auguste Sublet, Marquis d’Heudicourt und Umbenennung in: Régiment d’Heudicourt cavalerie[1]
- 6. März 1719: Übernommen von Jacques Henri de Lorraine (1698–1734), Chevalier de Lorraine und Umbenennung in: Régiment de Lorraine cavalerie
- 6. Juni 1734: Nach dem Tod von Henri de Lorraine ging das Regiment an einen Herrn de Lordat und hieß nun: Régiment de Lordat cavalerie
- 24. Februar 1738: Kauf durch Eléonor-Félix de Rosen (1713–1741), genannt „le Chevalier de Rosen“ und Umbenennung in: Régiment du Chevalier de Rosen cavalerie
- Februar 1741: Das Regiment ging an Casimir Pignatelli d’Egmont, Duc de Bisaccia : Umbenennung in: Régiment d’Egmont cavalerie
- Juli 1757: Übergabe an den Duc de Charost und Umbenennung in: Régiment de Charost cavalerie
- 1. Dezember 1761: Aufgelöst und in das Régiment Royal-Étranger cavalerie eingegliedert.

(Die Umbenennungen waren notwendig, weil das Regiment jeweils nach dem aktuellen Inhaber benannt war. Wenn er diesen Posten aufgab, wurde es an einen anderen solventen Mestre de camp weiterveräußert, oder der König zog es ein und vergab es selbst an einen ihm genehmen Adeligen.)

## Standarten
- 1739: 6 Standarten aus grüner Seide mit einer goldenen Sonne im Zentrum. dazu vier goldgestickte Lothringer Kreuze in den Ecken. auf den drei freien Seiten mit goldenen Fransen verziert.[2]
- 1741: 6 Standarten aus gelbem Damast. Auf der Vorderseite die Sonne und die Devise des Königs, auf der Rückseite ein Rosenstrauch mit dem Devisenband Pungit aggredrentes[3].

Standarte und Uniformen
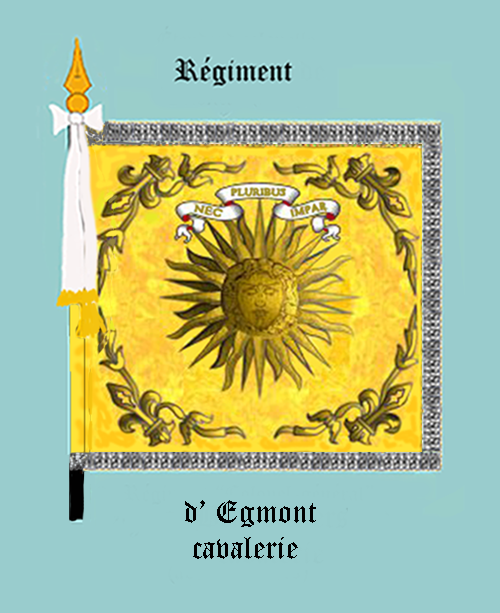
Vorderseite
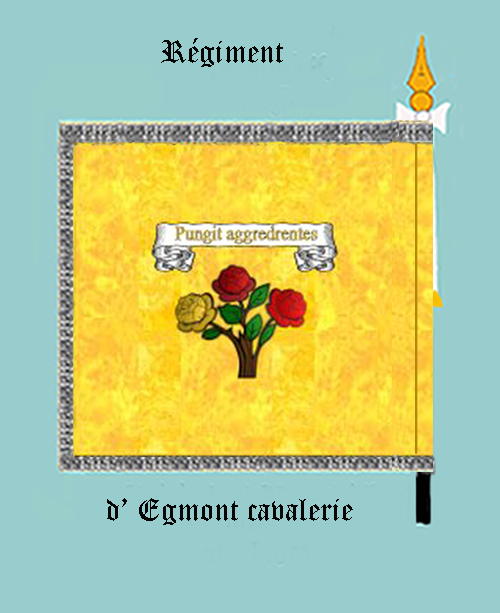
Rückseite
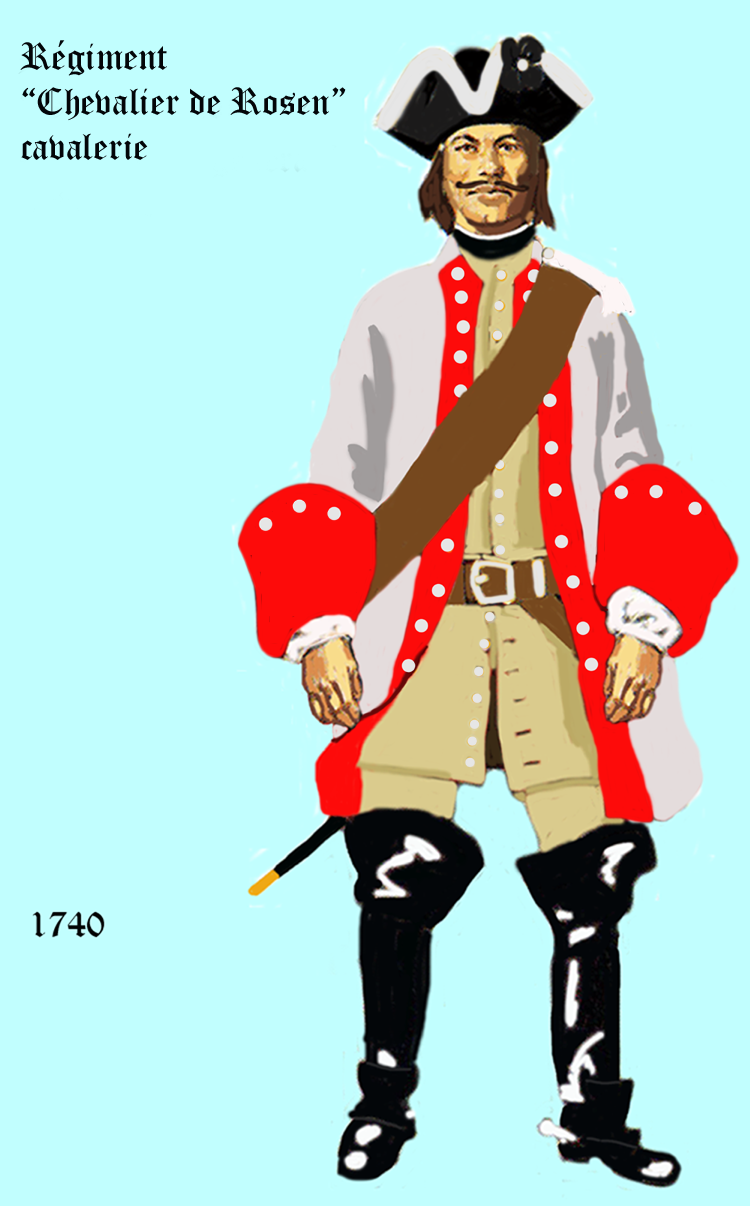
1740 bis 1757
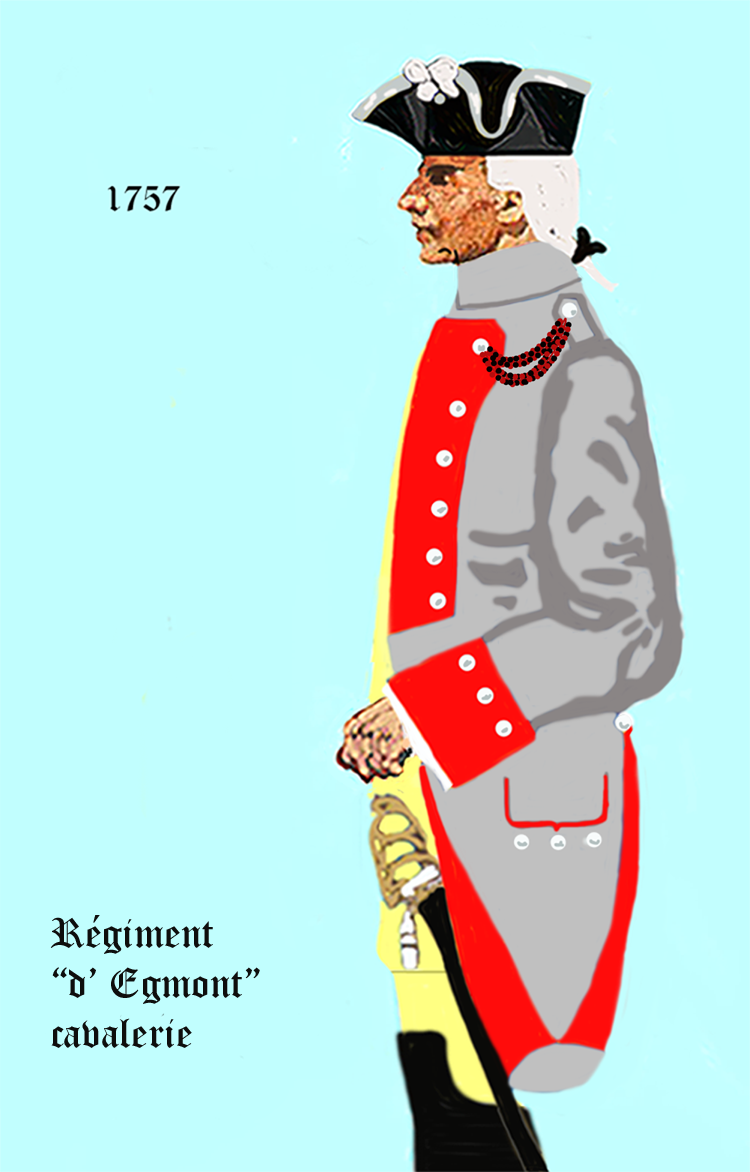
1757 bis 1761

## Gefechtstätigkeiten

### Österreichischer Erbfolgekrieg
- 1745: Teilnahme an der Schlacht bei Fontenoy

### Siebenjähriger Krieg
- 1756: Gefecht bei Villinghausen
- 1759: Schlacht bei Bergen, Gefecht bei Frankfurt am Main

Die Auflösung und damit verbundene Eingliederung in anderes Regiment mitten im Krieg lässt den Schluss zu, dass das Regiment soweit geschwächt war, dass das restliche Personal der Einfachheit halber einer anderen Einheit zugeteilt wurde, anstatt jetzt zwei Regimenter aufzufüllen. Ein solcher Vorgang war zu jener Zeit keine Seltenheit.